# Leopoldo Vallejos
Leopoldo Manuel Vallejos Bravo (Santiago, 1944. július 16. –) chilei válogatott labdarúgókapus. 

## Pályafutása

### Klubcsapatban
Pályafutása során több klubcsapatban is megfordult. Az Universidad Católicával 1966-ban, az Unión Españolával 1973-ban és 1975-ben, míg a CD Everton játékosaként 1976-ban nyerte meg a chilei bajnokságot.
Az Unión Española tagjaként 1975-ben bejutott a Copa Libertadores döntőjébe is, de ott alulmaradtak az argentin Independientével szemben.

### A válogatottban
1968 és 1977 között 19 alkalommal szerepelt az chilei válogatottban. Részt vett az 1974-es világbajnokságon és tagja volt az 1975-ös Copa Américan részt vevő válogatott keretének is.

## Sikerei, díjai
Universidad Católica
- Chilei bajnok (1): 1966

Unión Española
- Chilei bajnok (2): 1973, 1975
- Copa Libertadores döntős (1): 1975

CD Everton
- Chilei bajnok (1): 1976

## Külső hivatkozások
- Leopoldo Vallejos adatlapja a National-Football-Teams.com oldalon (angolul)

- Leopoldo Vallejos (spanyol nyelven). solofutbol.cl
- Leopoldo Vallejos (angol, francia, spanyol nyelven). FootballDatabase.eu
- Leopoldo Vallejos (német nyelven). kicker.de
- Leopoldo Vallejos adatlapja a worldfootball.net oldalon (angolul)